# Ezio Loik
Ezio Loik (26. september 1919 - 4. maj 1949) var en italiensk fodboldspiller (midtbane).
Loik tilbragte hele sin karriere i hjemlandet, hvor han blandt andet repræsenterede AC Milan. Venezia og Torino. Han vandt fem italienske mesterskaber med Torino i perioden 1943-1949. Han spillede desuden ni kampe for det italienske landshold.
Loik omkom i flyulykken i Superga 4. maj 1949, hvor næsten hele Torino FC's hold blev udslettet. Holdet var på vej hjem fra en opvisningskamp i Lissabon mod Benfica, da klubbens fly styrtede ned ved Basilica di Superga-kirken i udkanten af Torino. Alle 31 ombordværende omkom.

## Titler
Serie A
- 1943, 1946, 1947, 1948 og 1949 med Torino

Coppa Italia
- 1941 med Venezia
- 1943 med Torino